# Алкасар де Севиля
Алкасар де Севиля (на испански: Alcázares Reales de Sevilla) е кралският дворец в Севиля, Испания. Обявен е за част от световното културно наследство на ЮНЕСКО.
Първоначално Алкасар де Севиля е крепост, построена от маврите, която впоследствие претърпява няколко разширения. Първият Алкасар, наречен Al-Muwarak е построен при династията на Алмохадите. По-голямата част от съвременния дворцов комплекс е построена върху развалините на арабската крепост от крал Педро I Кастилски. Началният етап от строителството на Алкасар де Севиля се отнася към 1364 г. При строежа на Алкасар де Севиля Педро I използва мориски работници, които да построят двореца в ислямски ахитектурен стил. Така Алкасар де Севиля е един от образците на архитектурния стил Мудехар. По-късните испански крале добавят нещо от себе си към архитектурния комплекс. Така добавените при управлението на Карл V готически елементи контрастират на преобладаващия арабски архитектурен облик на Алкасар.
Повече от 700 години Алкасар де Севиля е испански кралски дворец. Дори и днес той се използва от испанското кралско семейство като негова официална резиденция в Севиля.

## Части на комплекса

### Вътрешният двор на девиците
Вътрешният двор на девиците (на испански: Patio de las Doncellas) дължи името си на едно предание, спорд което маврите получавали от християнските владетели на Иберия по 100 девици като годишен данък. Тази легенда е възникнала по време на испанската Реконкиста, но вероятно тя е родена от спомена за сексуалните насилия над християнски жени, извършвани при мавърските нападения над местното население.
Първият етаж от тази част на комплекса е построен от Педро I, който с някои надписи се представя като „султан“. В тази част на комплекса се намират няколко пищно украсени приемни зали. В центъра на Вътрешния двор на девиците се намира голям правоъгълен воден басейн с градини от двете му страни. Дълго време дворът е бил покрит с мрамор, а в центъра се е намирал фонтан. Изследвания обаче доказали, че оригиналният вид на вътрешния двор включвал водния басейн и градините и така това първично негово оформление е възстановено. Малко след това вътрешният двор отново е покрит с мрамор по поръчка на филмовия режисьор Ридли Скот. Той използва мраморния двор на Алкасар като декор, представляващ двора на Йерусалимския крал във филма Небесно царство. За втори път мраморната настилка е премахната след премиерата на филма.
Изграждането на допълнителен втори етаж на Вътрешния двор на девиците започва при Карл V. Този допълителен етаж е построен по проект на архитекта Луис де Вега в стила на Италианския ренесанс, но използва и декоративни елементи от стила Мудехар. Изграждането на втория етаж продължава от 1540 до 1572 г.

### Баните на Доня Мария де Падиля
Баните на Доня Мария де Падиля (на испански: Los Baños de Doña María de Padilla) представляват резервоар за дъждовна вода. Резервоарът носи името на Доня Мария де Падиля, любовница на Педро I Кастилски. След като се влюбил в нея, Педро I Жестокия убива мъжа ѝ. Тя обаче устоява на домогванията на краля; поляла лицето си с вряло олио, за да се обезобрази и да спре преследванията му и постъпила в манастир. В културата на Севиля Доня Мария де Падиля е почитана като символ на непорочността.

## Други части на комплекса
- Търговската къща (Casa de Contratación), построена през 1503, за да регулира търговията с Новия свят.
- Patio de las Muñecas
- Patio de la Monteria
- Puerta del León
- Dormitorio de los Reyes Moros
- Залата на посланиците (Salón de Embajadores), построен през 1527 от Карл V.